# John Gay
Pour les articles homonymes, voir Gay et John Gay (homonymie).
John Gay, né le 30 juin 1685 à Barnstaple, dans le Devon, et mort le 4 décembre 1732 à Londres, est un poète et dramaturge anglais.
Il est surtout connu pour avoir écrit le livret de L'Opéra des gueux (1728), sur une musique de Johann Christoph Pepusch. Ce dernier a, en fait, dans un esprit nationaliste et anti-italien, collecté et mis bout à bout des airs traditionnels britanniques pour créer le premier anti-opéra. Figurent aussi quelques airs d'opéra italien tournés en ridicule, interprétés qu'ils sont par des mendiants et bandits des bas-fonds londoniens, censés mimer la haute société d'alors. Les personnages de cet anti-opéra, dont le capitaine Macheath et Polly Peachum, ont inspiré Bertolt Brecht et Kurt Weill pour leur Opéra de quat'sous (1928). Cette œuvre injustement oubliée n'est plus guère représentée. La dernière adaptation française, par Bernard Turle, a été donnée sous la direction de David Roblou au Week-End Musical. On se reportera à la version cinématographique de Peter Brook avec Laurence Olivier.

## Biographie
John Gay fait des études à la grammar school de sa ville natale. À la fin de ses études, il entre comme apprenti chez un marchand de soie de Londres, mais, goûtant peu, selon Samuel Johnson, la « servilité de sa profession », il retourne à Barnstaple passer quelque temps chez son oncle, le révérend John Hanmer, avant de reprendre le chemin de la capitale.
Il devient membre du club littéraire Scriblerus Club. La dédicace de son Rural Sports (1713) à Alexander Pope est le début d'une longue amitié. En 1714, à la demande de Pope, Gay écrit The Shepherd's Week, une série de six pastorales, ébauches de la vie rustique anglaise, pour ridiculiser les pastorales arcadiennes d'Ambrose Philips. Les pastorales de Gay atteignent sans peine cet objectif.
En 1714, Gay est nommé secrétaire de l'ambassadeur britannique à la  cour de Hanovre, grâce à l'influence de Jonathan Swift, mais la mort de la reine Anne, trois mois plus tard, le 1er août 1714, sonne le glas de sa carrière de fonctionnaire. En effet, le successeur de la reine Anne sur le trône britannique étant justement l'électeur George Ier de Hanovre, et celui-ci venant s'installer à Londres, l'ambassade cesse d'avoir une utilité.
Gay serait le premier Anglais à avoir écrit des fables en vers.
L'auteur devient célèbre en 1728 avec le succès de The Beggar's Opera (L'Opéra du gueux) et de sa suite Polly (1729), où sont soulignées la puissance de la pègre en Angleterre et la corruption des politiciens britanniques au pouvoir. Le scandale provoqué par ces deux pièces n'est pas étranger à l'établissement en 1837 d'une procédure de censure des textes dramatiques, le Licensing Act de 1737. Dès lors, une pièce ne pourra être jouée en public que par l'octroi préalable d'une autorisation accordée par le Lord Chamberlain's Office. Cette censure, renforcée par le Theatres Act de 1843, n'est finalement abolie que par le Theatres Act de 1968.

## Œuvre
- Wine (1708)
- The Present State of Wit (1711)
- The Rural Sports (1713)
- The Shepherd's Week (1714)
- The What D'ye Call It (1715)
- Trivia, or The Art of Walking the Streets of London (1716)
- Three Hours After Marriage (1717)
- Acis and Galatea (1718), livret  du semi-opéra de Georg Friedrich Haendel
- Poems on Several Occasions (1720)
- Fables (aussi connu sous le titre Fifty-one Fables in Verse or Fables of John Gay) (1727)
  - Marie-Françoise Abeille de Kéralio a traduit ces Fables
- The Beggar's Opera (1728) (L'Opéra du gueux)
- Polly (1729)
- Achilles (Achille, 1733)
- Fables: Part the Second (1738)
- The Distress'd Wife (1743)